# Риждак
Рижда́к (болг. Ръждак) — село в Благоєвградській області Болгарії. Входить до складу общини Петрич.

## Населення
За даними перепису населення 2011 року у селі проживали 270 осіб, з них 253 особи (99,2%) — болгари.
Розподіл населення за віком у 2011 році:
Динаміка населення: